# Alicia Adams
Pour les articles homonymes, voir Adams.
Alicia Melamed Adams (née Alicia Goldschlag en 1927) est une artiste peintre et une survivante de la Shoah polonaise.

## Biographie
Elle est née en 1927 et a grandi à Drohobytch, à l'est de la Pologne. L'armée allemande a pris le contrôle de la ville en 1941, quand Alicia avait seulement 13 ans. Ils ont forcé la population juive dans un ghetto et la famille d'Alicia a été séparée. Son frère, Josef, voulait devenir architecte, mais il a disparu à 18 ans et est mort dans le camp de concentration de Janowska, à Lviv en 1942. Ses parents ont été assassinés la même année.
Alicia est la seule personne de sa famille à survivre. Avec son mari, Adam, aussi survivant de l'Holocauste, ils ont reconstruit leurs vies au nord de Londres[réf. nécessaire]. Dans les années 1960, l'artiste a produit une série de peintures à l'huile pour se rappeler le destin de sa famille. "Two Frightened Children" (Deux Enfants Effrayés) est un tableau représentant son frère à ses côtés. Le tableau intitulé "Parting" montre sa famille faisant face à la mort en 1942.
Alicia Adams a une mémoire étonnante et une merveilleuse façon de décrire son enfance. Le 27 janvier 2016, elle présente ses différents tableaux à la journée en mémoire de l'Holocauste, à Londres.